# Himenoquetals
Els himenoquetals (Hymenochaetales) són un ordre de fongs de la classe dels agaricomicets (Agaricomycetes). Contenen unes 460 espècies a tot el món, la majoria són fongs corticioides i polípors, però també inclouen alguns fongs clavarioides i agàrics. Espècies d'importància econòmica inclouen fongs de la fusta en descomposició dels gèneres Phellinus i Inonotus sensu lato, alguns dels quals causen pèrdues forestals. Tenen propietats terapèutiques Inonotus obliquus ("chaga") i Phellinus linteus, tots dos es comercialitzen.

## Taxonomia
L'ordre himenoquetals inclou unes 460 espècies en 18 famílies:
- Coltriciaceae (unes 50 espècies)
- Hirschioporaceae (unes 40 espècies)
- Hymenochaetaceae (unes 600 espècies)
- Neoantrodiellaceae (2 espècies)
- Nigrofomitaceae (4 espècies)
- Odonticiaceae (10 espècies)
- Peniophorellaceae (unes 30 espècies)[3]
- Repetobasidiaceae (13 espècies)
- Resiniciaceae (unes 15 espècies)
- Rickenellaceae (12 espècies)
- Rigidoporaceae (= Oxyporaceae) (unes 80 espècies)
- Schizocorticiaceae (4 espècies)
- Schizoporaceae (unes 200 espècies)
- Sideraceae (14 espècies)
- Skvortzoviaceae (8 espècies)
- Trichaptaceae (40 espècies)
- Tubulicrinaceae (40 espècies)
- Umbellaceae (1 espècie)

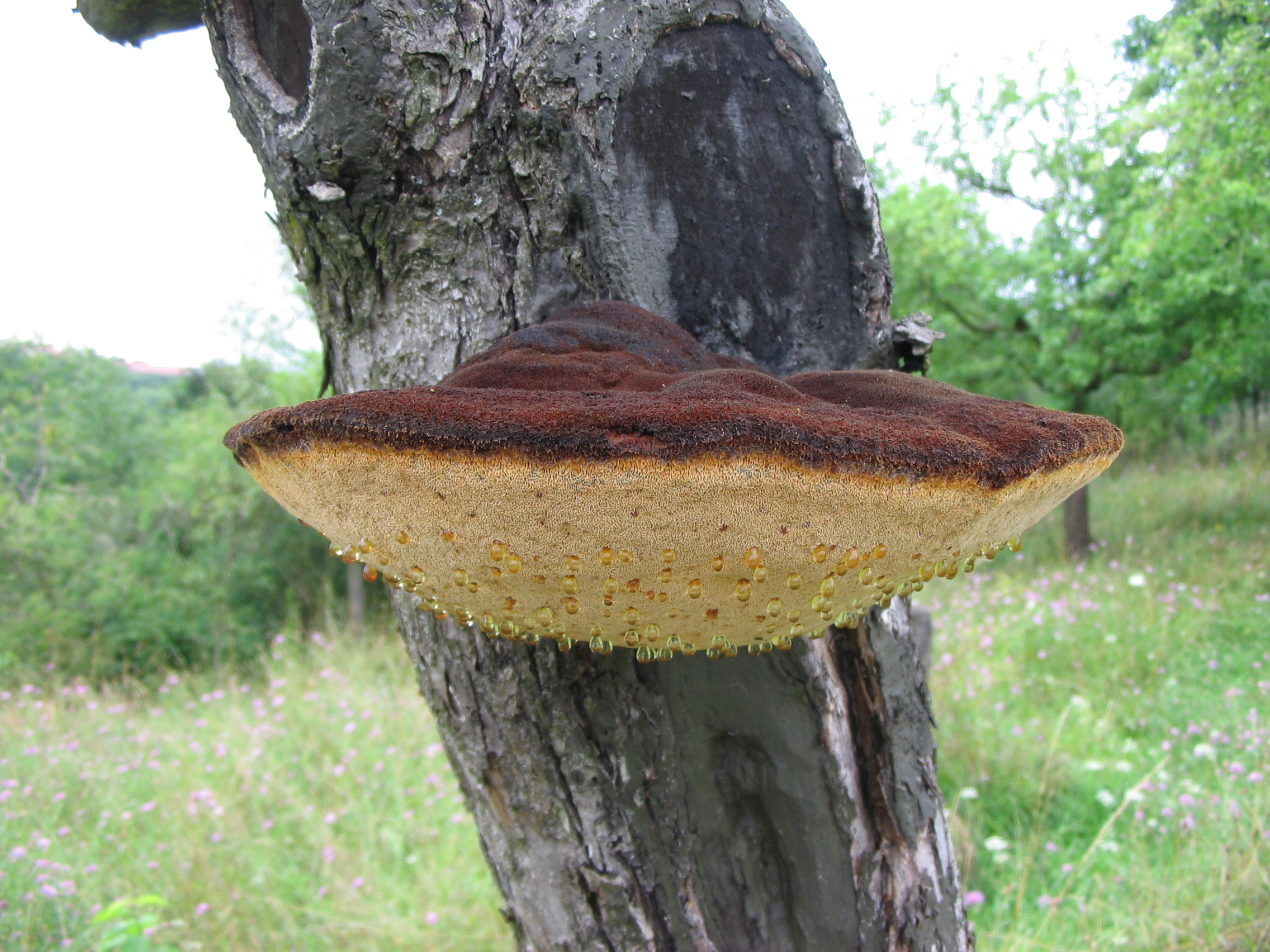
Inonotus hispidus (Hymenochaetaceae)
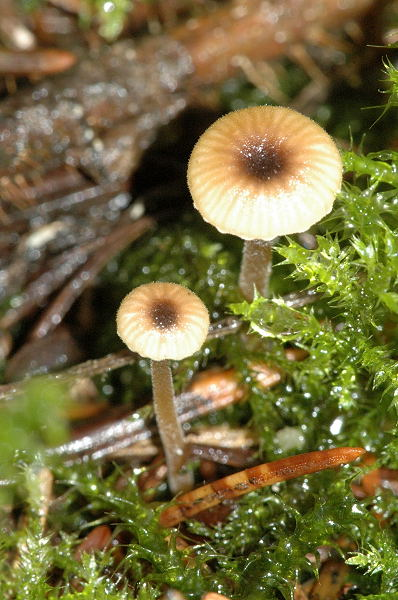
Rickenella swartzii (Repetobasidiaceae)
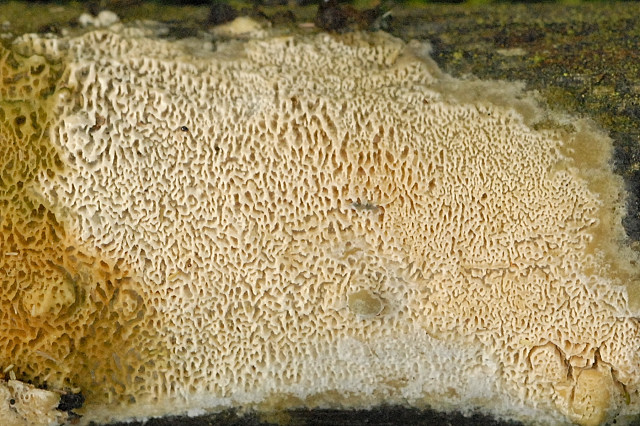
Schizopora paradoxa (Schizoporaceae)
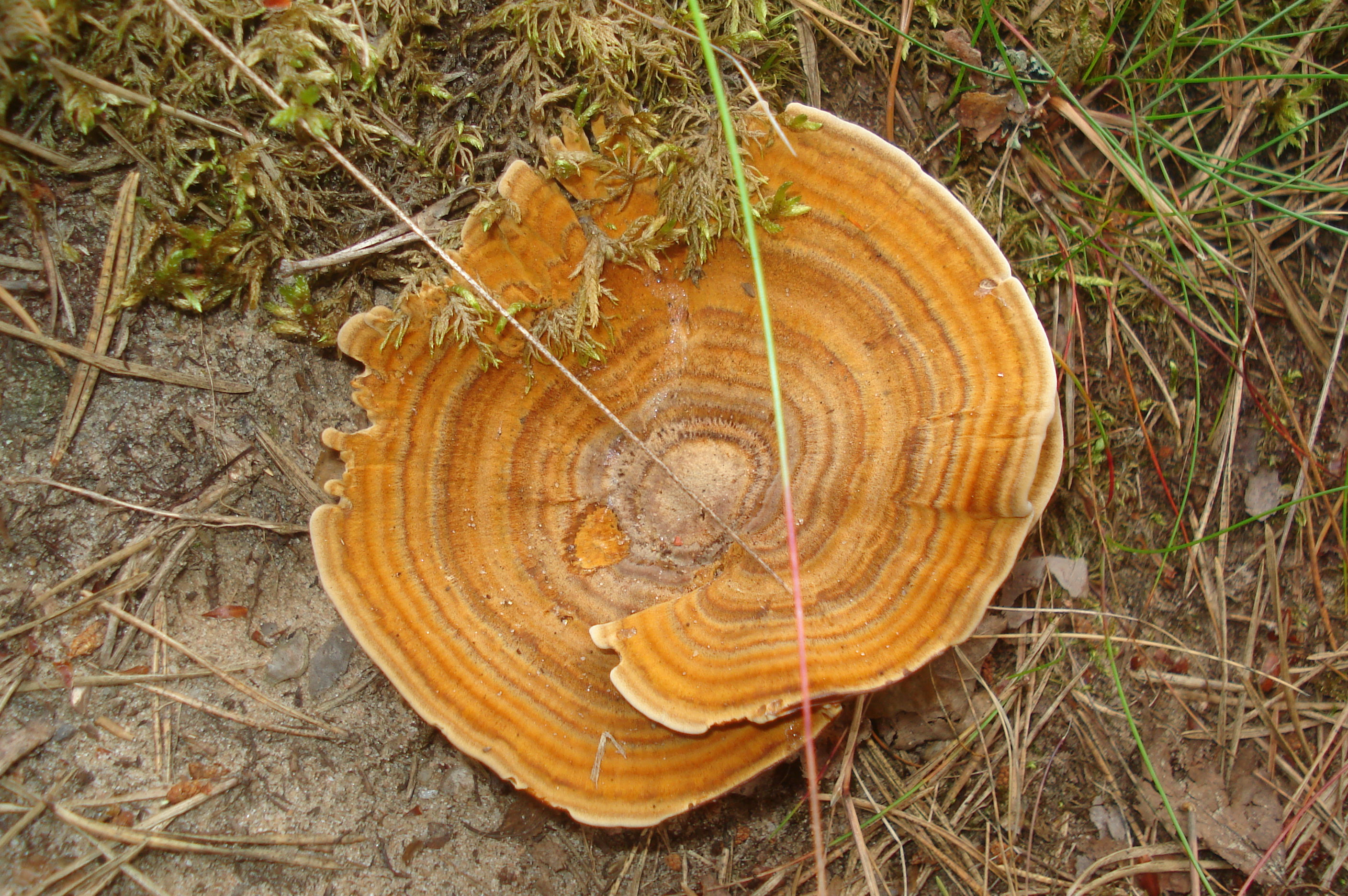
Coltricia perennis
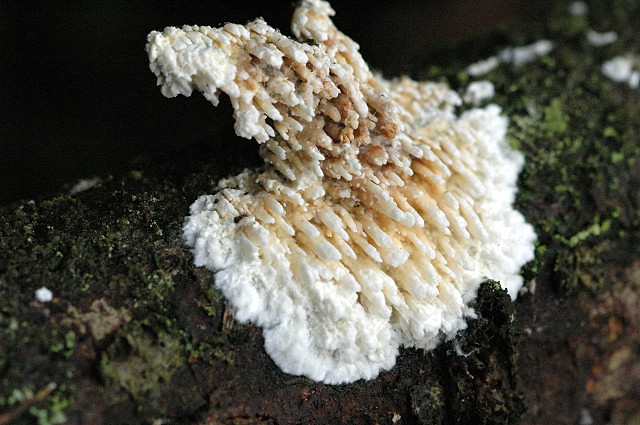
Hyphodontia arguta